# Смит, Роберт Энгус
Роберт Энгус Смит (англ. Robert Angus Smith; 15 февраля 1817 — 12 мая 1884) — шотландский химик, занимавшийся изучением окружающей среды. Наиболее известен как создатель концепции кислотного дождя.
Учился в Университете Глазго, готовясь к церковной карьере, но не окончил курса. Работал домашним учителем в семье, отправившейся в 1839 году путешествовать в Германию, где и остался, поступив в обучение к Юстусу Либиху, под руководством которого в 1841 г. защитил диссертацию. В том же году вернулся в Великобританию и до 1845 г. работал в Манчестере в химической лаборатории Лайона Плейфера, с которым познакомился у Либиха.
В дальнейшем Смит работал преимущественно как независимый эксперт и аналитик, опубликовав начиная с 1850-х гг. серию работ по химическому составу атмосферы, завершившуюся монографией «Воздух и дождь: начала химической климатологии» (англ. Air and Rain: The Beginnings of a Chemical Climatology; 1872). В 1857 г. он был избран в Королевское общество.
В 1863 году Смит был назначен первым руководителем учреждённой королевским указом Инспекции по контролю за щелочами (англ. Alkali Inspectorate) — первого британского органа по охране окружающей среды, — и возглавлял его до конца жизни.